# Olympische Sommerspiele 2020/Teilnehmer (Ruanda)
| Gelbes Symbol für Goldmedaillen mit stilisierten Olympischen Ringen | Graues Symbol für Silbermedaillen mit stilisierten Olympischen Ringen | Braundes Symbol für Bronzemedaillen mit stilisierten Olympischen Ringen |
| ------------------------------------------------------------------- | --------------------------------------------------------------------- | ----------------------------------------------------------------------- |
| —                                                                   | —                                                                     | —                                                                       |

Ruanda nahm an den Olympischen Spielen 2020 in Tokio teil. Es war die insgesamt zehnte Teilnahme an Olympischen Sommerspielen. Das Comité National Olympique et Sportif du Rwanda nominierte insgesamt fünf Athleten in drei Sportarten. 

## Teilnehmer nach Sportarten

### Leichtathletik
Laufen und Gehen 
| Athleten         | Wettbewerb | Runde 1      | Runde 1 | Halbfinale    | Halbfinale    | Finale        | Finale        | Rang |
| Athleten         | Wettbewerb | Zeit         | Rang    | Zeit          | Rang          | Zeit          | Rang          | Rang |
| ---------------- | ---------- | ------------ | ------- | ------------- | ------------- | ------------- | ------------- | ---- |
| Frauen           |            |              |         |               |               |               |               |      |
| Marthe Yankurije | 5000 m     | 15:55,94 min | 35      | ausgeschieden | ausgeschieden | ausgeschieden | ausgeschieden | 35   |
| Männer           |            |              |         |               |               |               |               |      |
| John Hakizimana  | Marathon   | —            | —       | —             | —             | DNF           | DNF           | –    |

### Radsport

#### Straße
| Athleten      | Wettbewerb    | Zeit | Rang |
| ------------- | ------------- | ---- | ---- |
| Männer        |               |      |      |
| Moïse Mugisha | Straßenrennen | DNF  | –    |

### Schwimmen
| Athleten           | Wettbewerb    | Vorlauf | Vorlauf | Halbfinale    | Halbfinale    | Finale        | Finale        | Rang |
| Athleten           | Wettbewerb    | Zeit    | Rang    | Zeit          | Rang          | Zeit          | Rang          | Rang |
| ------------------ | ------------- | ------- | ------- | ------------- | ------------- | ------------- | ------------- | ---- |
| Frauen             |               |         |         |               |               |               |               |      |
| Alphonsine Agahozo | 50 m Freistil | 30,50 s | 72      | ausgeschieden | ausgeschieden | ausgeschieden | ausgeschieden | 72   |
| Männer             |               |         |         |               |               |               |               |      |
| Eloi Maniraguha    | 50 m Freistil | 25,38 s | 55      | ausgeschieden | ausgeschieden | ausgeschieden | ausgeschieden | 55   |